# Luis Manuel Ruiz
Luis Manuel Ruiz es un escritor español, nacido en Sevilla en 1973.

## Biografía
Estudió Filosofía en su ciudad natal y en la universidad francesa de Versailles Saint-Quentin-en-Yvelines. Colabora asiduamente en diversos medios, entre ellos el diario El País. Su primera novela, El criterio de las moscas (Alfaguara, 1998), consiguió el Premio Novela Corta de la Universidad de Sevilla. Y la segunda, Sólo una cosa no hay (Alfaguara, 2000), recibió en la Feria del Libro de Fráncfort de 2001 el Premio Internacional de Novela, con un jurado compuesto por seis prestigiosas editoriales de todo el mundo. También en Alfaguara ha publicado Obertura francesa (2002), La habitación de cristal (2004), El ojo del halcón (2006) y Tormenta sobre Alejandría (2009). En 2014 inició la saga del profesor Fo en Salto de Página con El hombre sin rostro; ese mismo año, recibió el Premio Málaga de Novela por Temblad villanos. En 2010 había obtenido el Premio Cortes de Cádiz por su libro de cuentos Sesión continua (Algaida). Sus obras han sido traducidas al inglés, francés, italiano, portugués, magiar y ruso.

## Publicaciones

### Novelas
- El criterio de las moscas (Alfaguara, 1998).
- Sólo una cosa no hay (Alfaguara, 2000), en francés La ville de l'ange, Gallimard.
- Obertura francesa (Alfaguara, 2002).
- La habitación de cristal (Alfaguara, 2004).
- El ojo del halcón (Alfaguara, 2006).
- Tormenta sobre Alejandría (Alfaguara, 2009).
- Corazón de marfil (Algaida, 2019).
- Hugo Lémur y los ladrones de sueños (Aristas Martínez, 2019).

#### Serie Profesor Fo
- El hombre sin rostro (Salto de Página, 2014).
- El ejército de piedra (Salto de Página, 2015).

#### Serie Béjar y Pardo
- Temblad villanos (Fundación José Manuel Lara, 2014).
- No contaban con mi astucia (Algaida, 2021).

### Relatos
- Sesión continua (Algaida, 2010).
- Atlas (Aristas Martínez, 2022).

### Antologías
- Steampunk: antología retrofuturista. Selección de textos y antólogo: Félix J. Palma. Relatos de Óscar Esquivias, Fernando Marías, José María Merino, Juan Jacinto Muñoz Rengel, Andrés Neuman, Fernando Royuela, Luis Manuel Ruiz, Care Santos, José Carlos Somoza, Ignacio del Valle, Pilar Vera y Marian Womack. Ed. Fábulas de Albión, 2012.
- Fue seleccionado en la primera antología de autores steampunk españoles traducidos el inglés, The Best of Spanish Steampunk, editada y traducida por James y Marian Womack.[1]
- Cuentos desde el otro lado. Ed. Fábulas de Albión, 2016.

## Premios
- 1998. Premio de Novela Corta Universidad de Sevilla por El criterio de las moscas.
- 2001. Premio Internacional de la Feria de Frankfurt por Sólo una cosa no hay.
- 2010. Premio Iberoamericano Cortes de Cádiz por Sesión Continua.
- 2014. Premio Málaga de Novela por Temblad Villanos.